# Волчок, Михаил Симонович
Михаил Симонович Волчок (род. 10 сентября 1950) — российский пианист. Заслуженный артист Российской Федерации (1994).
Учился в Средней специальной музыкальной школе при Ленинградской консерватории у Аси Рубиной, затем в Московской консерватории у Якова Зака, окончил Ленинградскую консерваторию (1974) по классу Павла Серебрякова. В 1972 г. стал лауреатом Всесоюзного конкурса пианистов, в 1976 г. выиграл Международный конкурс имени Иоганна Себастьяна Баха в Лейпциге (после чего женился на получившей вторую премию пианистке Ларисе Дедовой).
С 1979 г. солист Москонцерта. Преподавал в Москве и Ленинграде, затем в Италии, Хорватии, Южной Корее. В настоящее время преподаёт в Школе музыки Мэрилендского университета. Автор многочисленных композиций для фортепиано и других инструментов.
Дочери — пианистки Анастасия Волчок и Дарья Скарано